# 知立市立知立西小学校
知立市立知立西小学校（ちりゅうしりつ ちりゅうにししょうがっこう）は、愛知県知立市鳥居一丁目にある公立小学校である。

## 地理

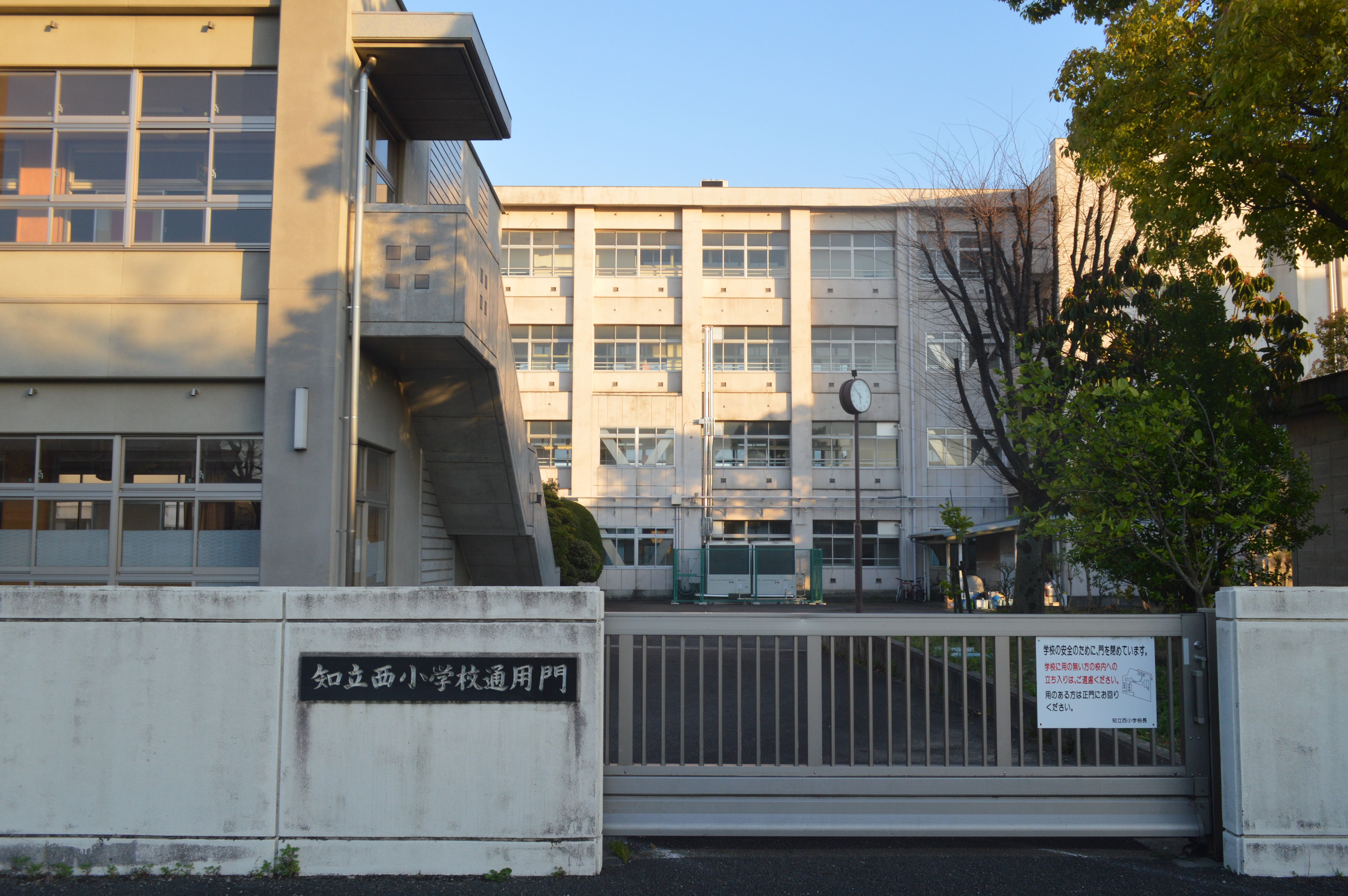
通用門

名鉄知立駅の南西700メートルに位置している。名鉄三河線（知立駅＝重原駅間）と国道155号の間に位置する。学区内に由緒ある史跡や文化財は存在しない。

## 歴史
1974年（昭和49年）4月1日に知立市立知立小学校と知立市立猿渡小学校から分離する形で開校した。開校時の学級数は18学級であり、児童数は683人だった。知立市内で5番目の公立小学校であり、1970年（昭和45年）に碧海郡知立町が市制施行して知立市となってからは初めて開校した小学校である。2006年度（平成18年度）には校舎の増築工事が竣工した。2013年度（平成25年度）頃から外国人児童が増加し、2015年度（平成27年度）には日本語指導教員が2人配置された。

## 特色
教育目標として「たいようの子」の育成を目指しており、特に食育にも取り組んでいる。略称は「西小」（にししょう）。知立市立知立中学校の学区に含まれている。

### 校訓
校訓は、最初の一文字から「たいよう」を指している。
- たくましいからだ
- いたわりあうこころ
- よく学び考え
- うちこむ子

## 児童数
『愛知県小中学校誌』（2018年）によると、児童数の変遷は以下の通りである。
| 1974年（昭和49年） | 683人 |  |
| 1977年（昭和52年） | 786人 |  |
| 1987年（昭和62年） | 565人 |  |
| 1997年（平成9年）  | 600人 |  |
| 2007年（平成19年） | 792人 |  |
| 2017年（平成29年） | 691人 |  |

| 年度     | 学級数 | 男子児童数 | 女子児童数 | 総児童数 |
| -------- | ------ | ---------- | ---------- | -------- |
| 2009年度 | 27学級 | 392名      | 427名      | 819名    |
| 2011年度 | 27学級 | 383名      | 391名      | 774名    |
| 2015年度 | 26学級 | 393名      | 361名      | 754名    |

## 学区
知立西小学校の学区は下記の通り。
- 新地町[古田]
- 南新地[1丁目・2丁目（7番を除く）・3丁目（6番10から6番18まで及び8番11から8番19までを除く。）]
- 本町[本（69番5、69番9、70番1及び70番4）]
- 宝町（刈谷道のうち国道419号以東を除く）
- 宝
- 西町[生・落合・亀池（国道419号、市道西町8号線以西）・草刈・新川（市道西町8号線以西）]
- 西
- 池端
- 弘栄[1丁目（1番から10番まで）]
- 栄[1丁目（27番から45番まで）・2丁目]
- 長田[1丁目・2丁目（1番から31番1まで）]
- 堀切
- 鳥居
- 上重原町[恩田・鍛治荒井・曇り・寺内・島間・城後（名古屋鉄道三河線以北）・土取・鳥居・長篠・西八鳥・野中・花立・東八鳥・返萬燈（名古屋鉄道三河線以北）・本郷（名古屋鉄道三河線以西）・丸山・己ノ池・村上・夕田（名古屋鉄道三河線以北）]
- 東上重原